# Johannes van Rensburg
Johannes Frederik Janse van Rensburg conosciuto come "Hans" (Città del Capo, 24 settembre 1898 – Città del Capo, 25 settembre 1966) è stato un politico sudafricano e leader dell'Ossewabrandwag.
Discendente del Lealista Johannes Frederik Janse Van Rensburg, completò la sua istruzione a Winburg per poi trasferirsi all'Università di Stellenbosch dove ottenne il titolo di MA in tedesco. Sotto la spinta dell'avvocato Tielman Roos continuò gli studi a Pretoria dove conseguì l'LL.B in legge(Legum Baccalaureus).

## Rapida scalata al potere
Van Rensburg nacque poco prima dello scoppio della seconda guerra boera e questo tragico evento giocò un ruolo decisivo nella sua vita. Il tentativo di anglicizzazione degli afrikaner che ne seguì ebbe un impatto negativo su di lui.
Dopo i suoi studi all'Università di Stellenbosch dove subì l'influenza della sua guida, il tedesco dottor E. Friedlaender, conseguì l'abilitazione da avvocato e nel 1924 fu assunto come segretario personale di Tielman Roos, che era diventato Ministro della Giustizia. L'anno seguente divenne consigliere dell'Attorney-General (Procuratore generale) e lo stesso anno si sposò con Catharina Johanna Joubert dalla quale ebbe un figlio e una figlia. Nello stesso periodo ritornò a studiare all'Università di Stellenbosch dove ottenne, nel 1930 ,un Dottorato.
Nel 1933 divenne Segretario alla Giustizia e in questa veste visitò la Germania dove ebbe l'occasione di incontrare i più importanti gerarchi del nazismo come Adolf Hitler, Hermann Göring. Egli fu altamente impressionato dal carisma di Hitler e dalla disciplina del popolo tedesco così come ammirava la lingua e la cultura tedesca e fu lì che ebbe l'attrazione per le idee nazionalsocialiste.

## Il nazismo tedesco dà impulso al nazionalismo afrikaner
Il 1º dicembre 1936 Hans Van Rensburg alla giovane età di 38 anni fu nominato Amministratore dello Stato Libero d'Orange. Nello stesso periodo scalò la gerarchia militare e allo scoppio della seconda guerra mondiale era colonnello della Sesta Brigata dello Stato Libero d'Orange. Egli si sentì a disagio quando Jan Smuts divenne Primo ministro poiché quest'ultimo aveva una propensione filo britannica.
A Van Rensburg gli fu offerto la leadership dell'Ossewabrandwag, un movimento che nasceva dalla commemorazione del centenario del Grande Trek e che poneva l'accento sul nazionalismo afrikaner e sulle atrocità degli inglesi durante la seconda guerra boera. Proprio la seconda guerra mondiale, con il conflitto fra Germania e Regno Unito e con la speranza di una sconfitta di questi ultimi, dava speranza agli afrikaner di liberarsi per sempre dal giogo britannico e di restaurare finalmente una loro repubblica indipendente.
Alla fine del 1940 Van Rensburg si dimise da Amministratore dello Stato Libero d'Orange e divenne Comandante Generale dell'OB il 15 gennaio 1941. L'Ossewabrandwag o OB fu un movimento popolare ma ben presto con le prime vittorie tedesche divenne un movimento molto ambizioso: sorse al suo interno un'ala paramilitare e utilizzò simbologie atteggiamenti e ideologie richiamanti il nazismo.
Ma alla fine la OB, incominciando ad interferire nel campo politico, ebbe una ricaduta negativa sui partiti afrikaner e ciò portò ad un calo dei suoi membri, calo caldeggiato dallo stesso National Party che non voleva, agli occhi degli inglesi, vedersi identificato con i nemici nazisti.
Nel 1948, con la vittoria del National Party alle elezioni politiche, l'OB perse molta della sua forza, rimase ai margini della vita sociale e politica sudafricana e forse non aveva nemmeno più ragione di esistere, visto che molti dei suoi componenti avevano scalato i ranghi del partito. Nonostante ciò Van Rensburg rimase comandante generale dell'organizzazione fino al 1952.

## Ritiro a vita privata
Dopo aver lasciato la guida del movimento, Van Rensburg coprì vari ruoli di consigliere in alcune istituzioni governative a Città del Capo e a Port Elizabeth. Nel 1962 si ritirò dalla vita pubblica andando a vivere in una fattoria chiamata Mooi Eiland nella città di Parys, fattoria regalatagli dai suoi sostenitori.
Van Rensburg fu senza dubbio un leader molto popolare: ciò è testimoniato dal fatto che alla sua morte, il 25 settembre 1966, lo stato gli tributò funerali con tutti gli onori militari a Pretoria il 1º ottobre 1966.